# Zuidelijke Shetlandeilanden
De Zuidelijke Shetlandeilanden zijn een onbewoonde eilandengroep in de Scotiazee en de Zuidelijke IJszee ongeveer 120 kilometer uit de kust van het Antarctisch Schiereiland en wordt hiervan gescheiden door de Straat van Bransfield. De eilandengroep vormt het zuidwestelijke uiteinde van de Scotiarug.

## Geschiedenis
Aan het begin van de 20e eeuw was Deception het belangrijkste eiland vanwege een natuurlijke haven (krater) en er was een walvisoliefabriek gevestigd, maar bij het onrendabel worden van de walvisoliefabricage rond 1935 is de onherbergzame eilandengroep verlaten.

## Eilanden
- Cornwallis
- Elephant
- Clarence
- Rowett
- Gibbs
- Half Moon Island
- King George, het grootste eiland van de archipel
- Bridgeman
- Penguin, een van de Pinguïneilanden
- Nelson
- Robert
- Greenwich
- Livingston
- Rugged, een van de Rugged-eilanden
- Snow, een van de Snow-eilanden
- Smith, met de hoogste top van de archipel: Mount Foster
- Deception
- Low

## Kaart
- L.L. Ivanov. Antarctica: Livingston Island and Greenwich, Robert, Snow and Smith Islands. Topografische kaart, schaal 1:120000. Troyan: Manfred Wörner Foundation, 2009. ISBN 978-954-92032-6-4

## Afbeeldingen

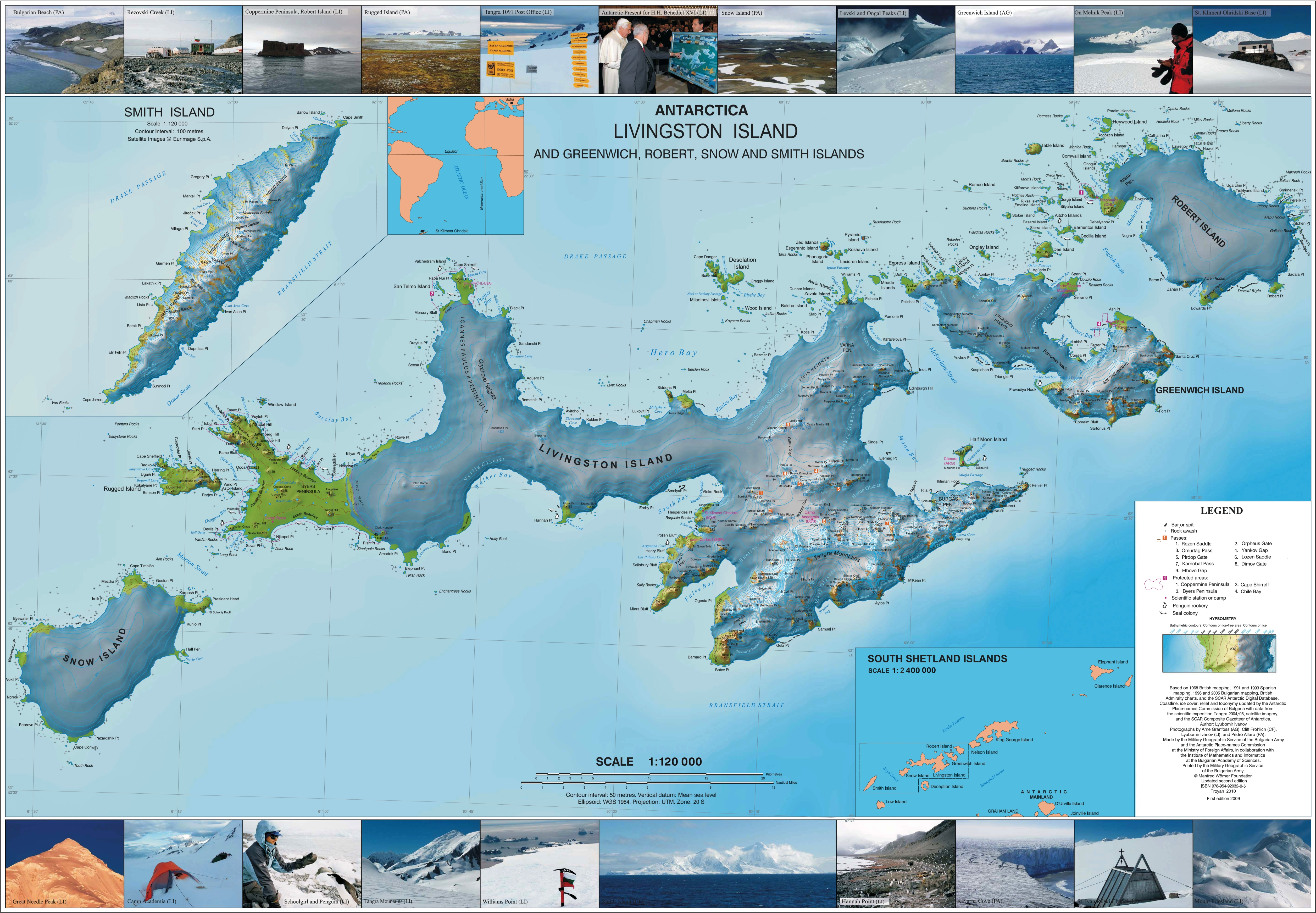
Topografische kaart van Livingston Island, Greenwich, Robert, Snow en Smith Islands
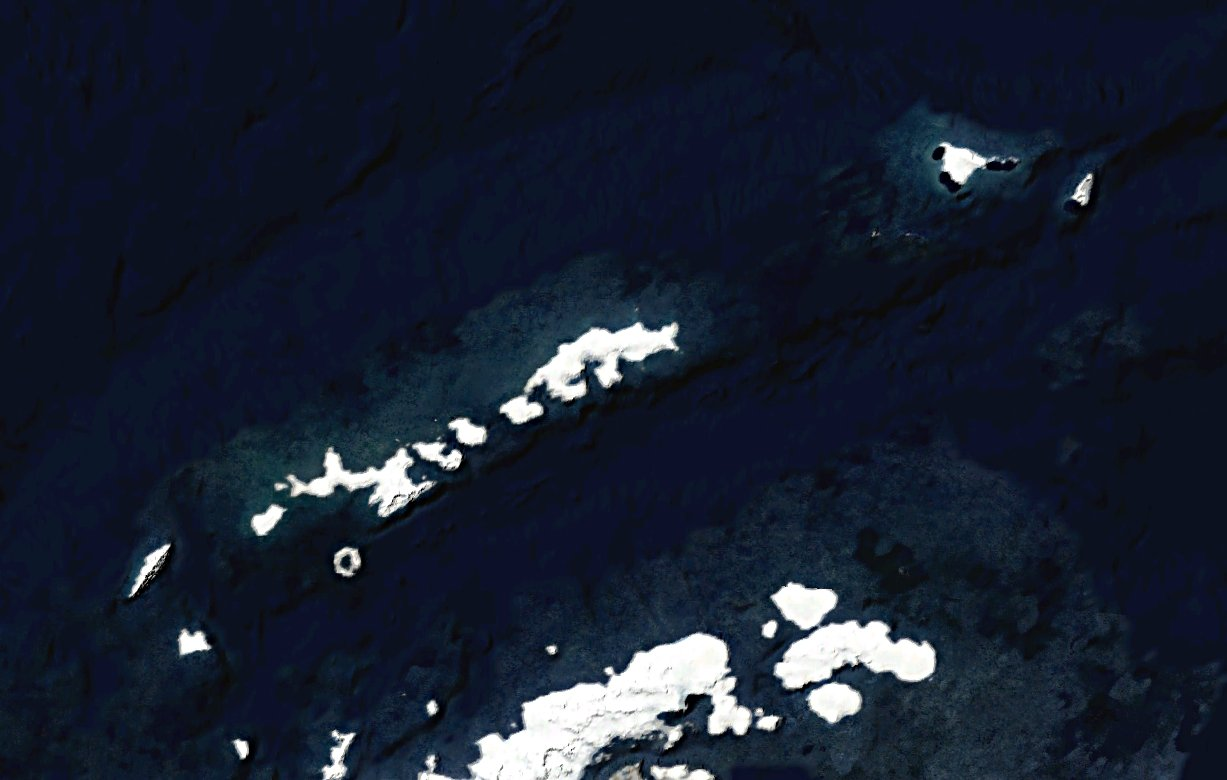
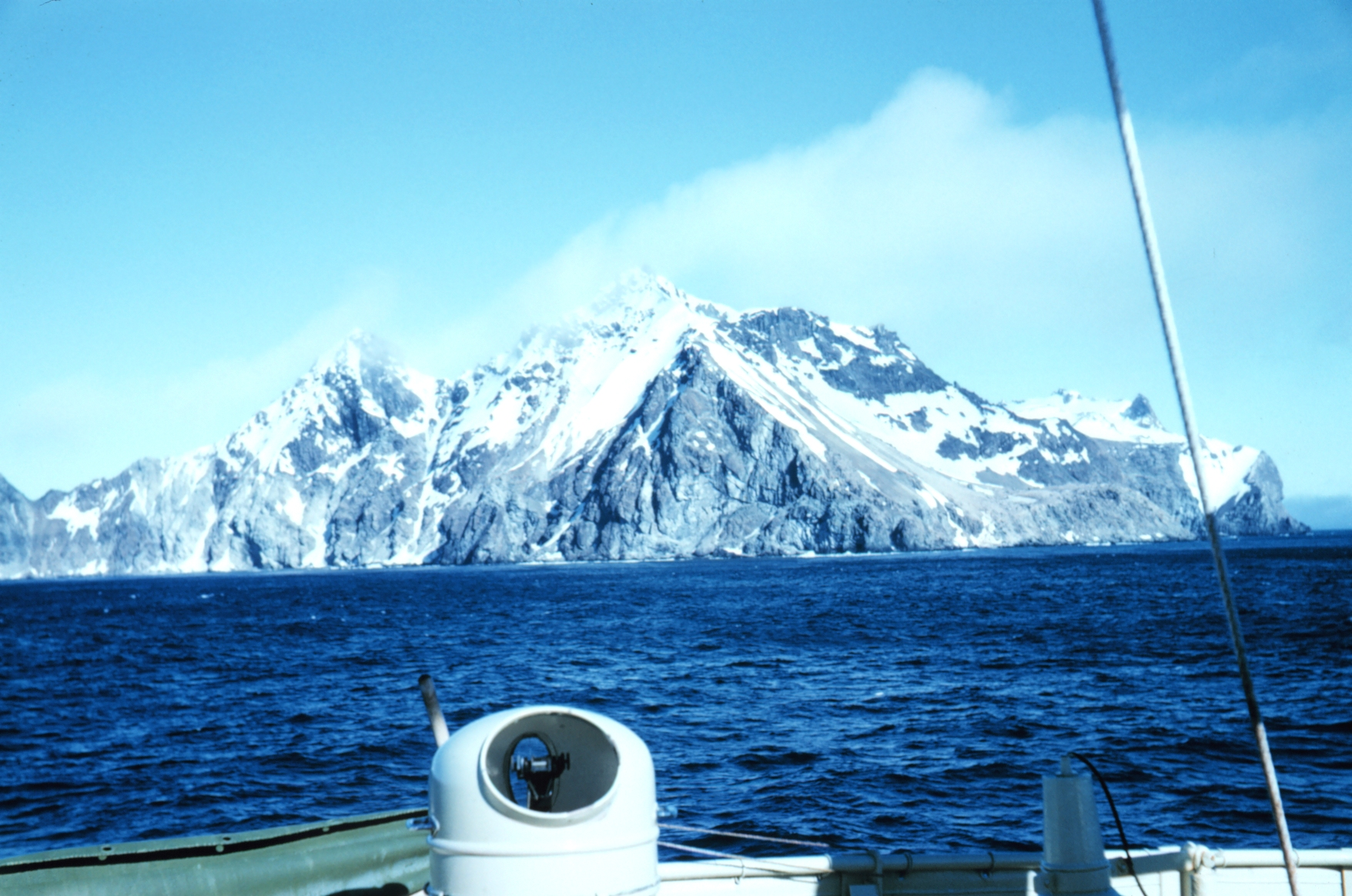
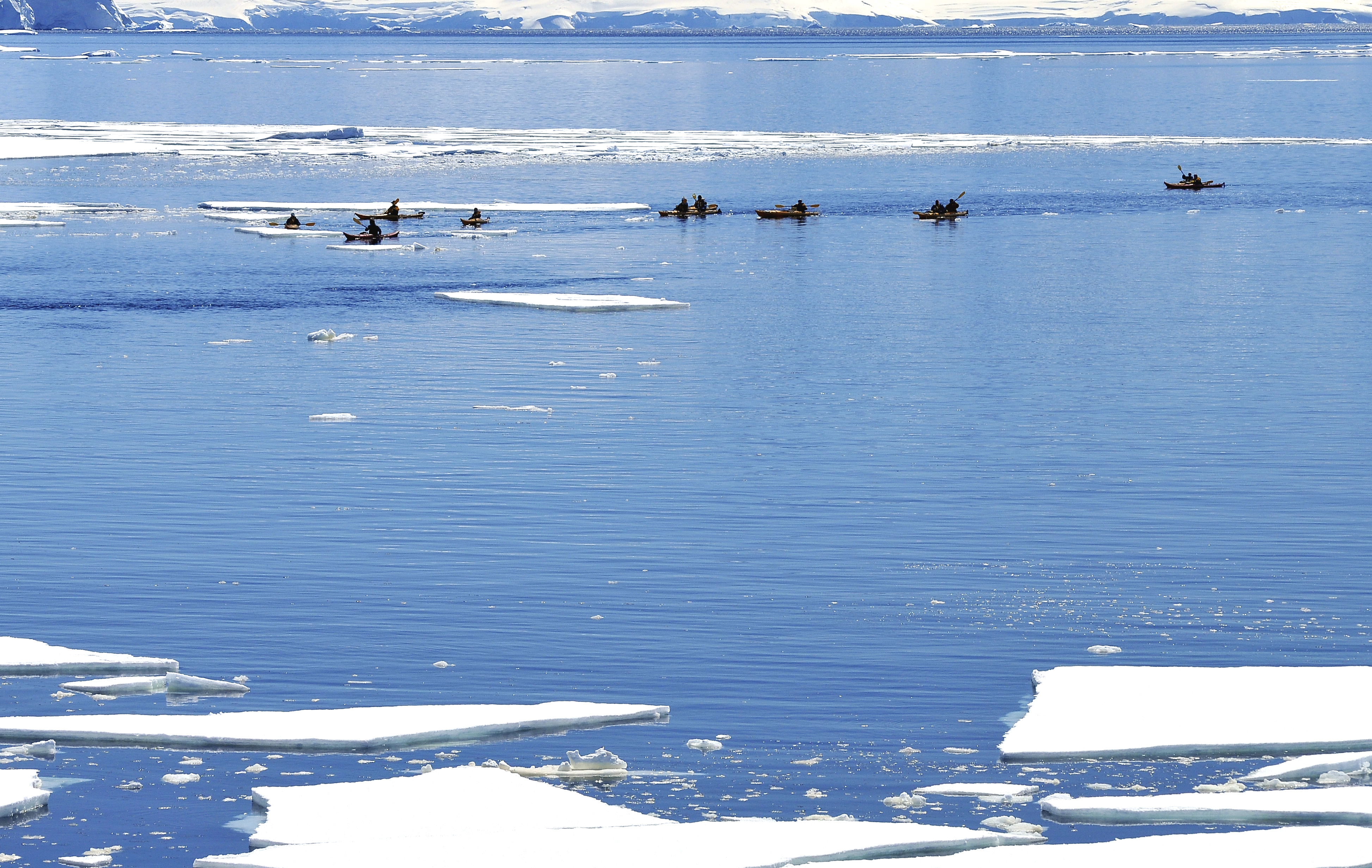
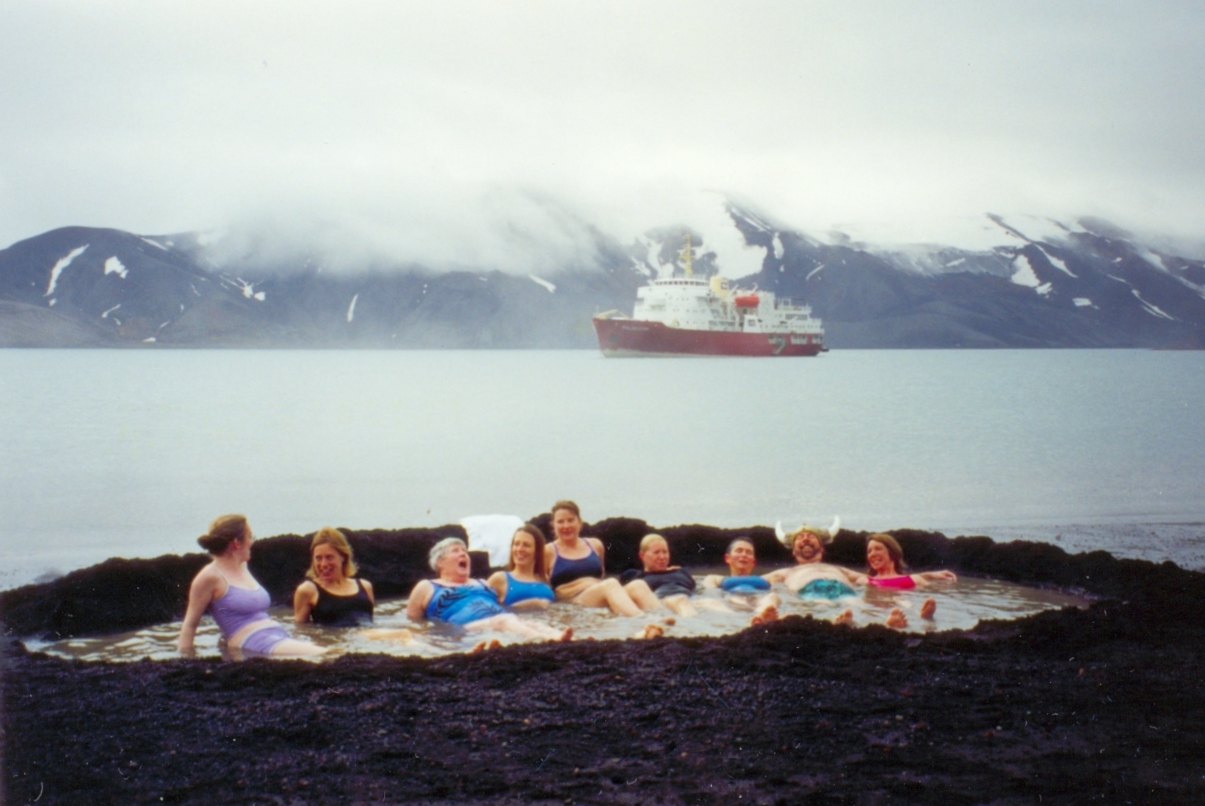
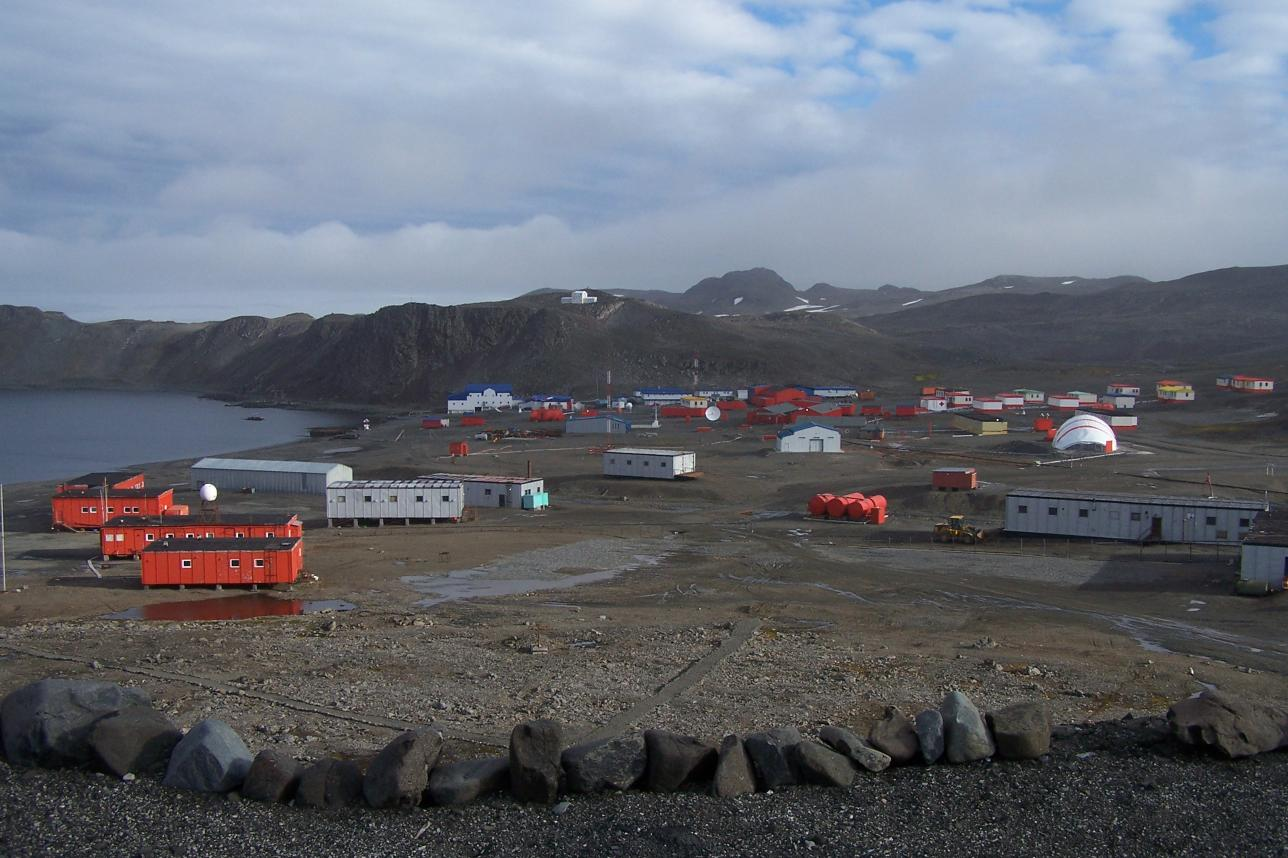

Alexandereiland · Grahamland · Zuidelijke Orkneyeilanden · Zuidelijke Shetlandeilanden